# Healing in Your Eyes
«Healing In Your Eyes» es el tercer sencillo publicado por el cantante inglés Antony Costa en su álbum-debut "Heart Full Of Soul".

## Sencillo
"Healing In Your Eyes" fue publicado por Polydor el 18 de junio de 2007 en toda Asia, siendo el predecesor de los Hit-Singles "Do You Ever Think Of Me" y "Half The World Away".
El sencillo está teniendo bastante éxito en toda Asia, debutando en su primera semana de ventas dentro del Top 10, y lleganado al Top 5 en su segunda semana, siendo todo un éxito en ventas.

## Canciones
CD 1
1. «Healing In Your Eyes» [Radio Edit]
2. «Healing In Your Eyes» [Live At Shanghai Radio 1]
3. «Healing In Your Eyes» [Vocal Mix]
4. «Healing In Your Eyes» [VideoClip]

CD 2
1. «Healing In Your Eyes» [Radio Edit]
2. «I'll Keep Holding On»
3. «Healing In Your Eyes» [Club Mix]
4. «Healing In Your Eyes» [VideoClip]

## Posicionamiento
| Listas (2007)                | Posición |
| ---------------------------- | -------- |
| Israel Singles Chart         | 3        |
| China Top 100 Singles        | 3        |
| Japan ORICON Top 100 Singles | 4        |
| Singapore Top 50 Singles     | 2        |
| Malaysia Top 20 Singles      | 2        |
| Indonesian Top 20 Singles    | 2        |
| Filipinas Top 20 Singles     | 2        |

- Datos: Q5893133